# 1965 في المملكة المتحدة
فيما يلي قوائم الأحداث التي وقعت خلال عام 1965 في المملكة المتحدة.

## سياسة

### تعيين في المنصب
- 7 يوليو – إينوك باول وزير ظل الدولة لشؤون الدفاع [الإنجليزية]‏.
- 28 يوليو – إدوارد هيث زعيم حزب المحافظين (المملكة المتحدة).

### انتهاء فترة المنصب
- 22 يناير – مايكل ستيوارت وزير التعليم [الإنجليزية]‏.
- 27 يوليو – إدوارد هيث وزير ظل الدولة الخزانة [الإنجليزية]‏.
- 28 يوليو – أليك دوغلاس هيوم زعيم حزب المحافظين (المملكة المتحدة)، زعيم معارضة.

## رياضة
- 1 يناير – بطولة ويمبلدون 1965

## ظهور
- 1 يناير – إليكترونيك روك
- 1 يناير – بوب روك
- 1 يناير – بوب نوع من الموسيقى الشهيرة نشأ شكله الحديث في أواخر خمسينيات القرن العشرين وهو مُشتق من الروك أند رول.
- 1 يناير – بينك فلويد
- 1 يناير – سايكيديلك روك
- 1 يناير – في فندق بيرترام رواية من تأليف أجاثا كريستي.
- 1 يناير – مخدر رقمي

## أفلام
من الأفلام التي صدرت هذه السنة في المملكة المتحدة:
- 1 يناير – إصبع الذهب من إخراج غاي هاملتن.
- 1 يناير – جرائم الأبجدية من إخراج فرانك تاشلين.
- 1 يناير – جنكيز خان من إخراج Henry Levin (director) [الإنجليزية]‏.
- 1 يناير – حبيبتي من إخراج جون شليسنجر.
- 1 يناير – كرة الرعد من إخراج تيرينس يونغ.
- 22 ديسمبر – دكتور جيفاغو من إخراج ديفيد لين.

## كتب
من الكتب التي صدرت هذه السنة في المملكة المتحدة:
- 1 يناير – في فندق بيرترام من تأليف أجاثا كريستي.
- 1 نوفمبر – نجمة على مدى بيت لحم من تأليف أجاثا كريستي.

## مواليد

### يناير
- 1 يناير – زانا محسن كاتبة بريطانية.
- 4 يناير – جوليا أورموند ممثلة بريطانية.
- 5 يناير – فيني جونز لاعب كرة قدم إنجليزي.
- 9 يناير – جولي ريتشاردسون ممثلة بريطانية.
- 15 يناير – جيمس نسبيت
- 20 يناير – صوفي كونتيسة وسكس
- 20 يناير – كولن كالدروود لاعب كرة قدم اسكتلندي.
- 27 يناير – آلان كومينغ
- 27 يناير – روبي إيرل لاعب كرة قدم جمايكي.

### مارس
- 4 مارس – بول أندرسون
- 4 مارس – جون ميرفي
- 13 مارس – جوستين باكشاو
- 15 مارس – ليستر إليس ملاكم أسترالي.
- 15 مارس – مايكل واتسون ملاكم من المملكة المتحدة.
- 20 مارس – ويليام داريمبل
- 26 مارس – كيري ماكارثي سياسية بريطانية.
- 30 مارس – بيرس مورغان
- 31 مارس – سيمون هينوود فنان بريطاني.

### أبريل
- 6 أبريل – أندي ووكر لاعب كرة قدم اسكتلندي.
- 26 أبريل – سوسانا هاركر ممثلة بريطانية.
- 30 أبريل – إيدي مكغولدريك لاعب ومدرب كرة قدم أيرلندي.

### مايو
- 7 مايو – نورمان وايتسايد لاعب كرة قدم بريطاني.
- 22 مايو – تيريسا ثابيل
- 22 مايو – فرانك غرانت

### يونيو
- 1 يونيو – نايجل شورت لاعب شطرنج من المملكة المتحدة.
- 7 يونيو – داميان هيرست
- 10 يونيو – إليزابيث هيرلي
- 27 يونيو – سيمون صباغ مونتيفيوري مؤرخ بريطاني.
- 30 يونيو – غاري باليستر لاعب كرة قدم بريطاني.

### يوليو
- 1 يوليو – كارل فوغارتي متسابق دراجات نارية من المملكة المتحدة.
- 3 يوليو – تومي فلانغان ممثل بريطاني.
- 7 يوليو – جيريمي كايل مقدم تلفزيوني من المملكة المتحدة.
- 11 يوليو – أنتوني كوتي لاعب كرة قدم إنجليزي.
- 15 يوليو – ديفيد ميلباند سياسي بريطاني.
- 23 يوليو – سلاش
- 29 يوليو – آدم هولواي سياسي بريطاني.
- 31 يوليو – ج. ك. رولينج روائية بريطانية.
- 31 يوليو – يان روبرتس

### أغسطس
- 1 أغسطس – سام ميندز
- 14 أغسطس – مارتن ألين لاعب ومدرب كرة قدم إنجليزي.
- 25 أغسطس – ديفيد تايلور لاعب كرة قدم إنجليزي.
- 26 أغسطس – ماركوس دو سوتوي

### سبتمبر
- 2 سبتمبر – لينوكس لويس
- 4 سبتمبر – مايكل بينت
- 30 سبتمبر – أوميد جليلي

### أكتوبر
- 1 أكتوبر – ستيفن باكستر لاعب كرة قدم من المملكة المتحدة.
- 8 أكتوبر – دوغي مكدونالد
- 11 أكتوبر – ليني جيمس
- 12 أكتوبر – هنري أكينواندي
- 14 أكتوبر – ستيف كوجان
- 15 أكتوبر – جويس فنسنت

### نوفمبر
- 10 نوفمبر – إدي إيرفين سائق سيارة سباق من المملكة المتحدة.
- 19 نوفمبر – درو دوكرتي
- 22 نوفمبر – بيتر سافران منتج أفلام بريطاني.
- 24 نوفمبر – توم بويد لاعب كرة قدم إنجليزي.
- 24 نوفمبر – شيرلي هندرسون ممثلة بريطانية.
- 25 نوفمبر – دوجراي سكوت ممثل بريطاني.
- 25 نوفمبر – ديفيد كيلي لاعب كرة قدم أيرلندي.
- 26 نوفمبر – ديس واكر لاعب كرة قدم إنجليزي.

### ديسمبر
- 5 ديسمبر – كارلتون بالمر
- 6 ديسمبر – جوردون دورأي لاعب كرة قدم اسكتلندي.
- 7 ديسمبر – كولن هندري لاعب كرة قدم اسكتلندي.
- 16 ديسمبر – نويل ماجي ملاكم من المملكة المتحدة.

## وفيات

### يناير
- 1 يناير – لو إدواردز (مواليد 1894)
- 10 يناير – فريدريك فليت (مواليد 1887) بحّار من المملكة المتحدة.
- 24 يناير – ونستون تشرشل (مواليد 1874) رئيس الوزراء السابق للمملكة المتحدة.

### فبراير
- 23 فبراير – ستان لوريل (مواليد 1890)

### مارس
- 8 مارس – إسحق هنري بوركيل (مواليد 1870) عالم نبات بريطاني.
- 28 مارس – كليمنس داين (مواليد 1888)
- 28 مارس – ماري الأميرة الملكية وكونتيسة هاروود (مواليد 1897) ممرضة من المملكة المتحدة.
- 29 مارس – إريك بروك (مواليد 1907) لاعب كرة قدم إنجليزي.
- 29 مارس – نوح مورجن ميسون (مواليد 1882) سياسي أمريكي.

### أبريل
- 2 أبريل – جو فوكس (مواليد 1894)
- 16 أبريل – سيدني تشابلن (مواليد 1885) ممثل إنجليزي.
- 21 أبريل – إدوارد فيكتور أبلتون (مواليد 1892)

### مايو
- 7 مايو – نويل إيفري ساندوذ (مواليد 1901) عالم نبات بريطاني.
- 21 مايو – جيفري دي هافيلاند (مواليد 1882)

### يوليو
- 9 يوليو – لويس هارولد غراي (مواليد 1905) فيزيائي بريطاني.
- 12 يوليو – إيرين بارلبي (مواليد 1868) سياسية كندية.
- 14 يوليو – ماكس ووسنام (مواليد 1892) لاعب كرة قدم إنجليزي.
- 25 يوليو – فريدي ميلز (مواليد 1919) ملاكم من المملكة المتحدة.

### أغسطس
- 11 أغسطس – إثيل تومسون لاركومبي (مواليد 1879)

### سبتمبر
- 20 سبتمبر – آرثر هولمز (مواليد 1890)

### أكتوبر
- 8 أكتوبر – جيمس نيلسون (مواليد 1901) لاعب كرة قدم اسكتلندي.

### نوفمبر
- 30 نوفمبر – الفرد جيوم (مواليد 1888)